# Bouxières-aux-Bois
Bouxières-aux-Bois – miejscowość i gmina we Francji, w regionie Grand Est, w departamencie Wogezy.
Według danych na rok 1990 gminę zamieszkiwało 100 osób, a gęstość zaludnienia wynosiła 13 osób/km² (wśród 2335 gmin Lotaryngii Bouxières-aux-Bois plasuje się na 945. miejscu pod względem liczby ludności, natomiast pod względem powierzchni na miejscu 772.).